# SPDY
SPDY (wymawiaj jak ang. speedy) – przestarzały, oparty na TCP protokół warstwy aplikacji pierwotnie projektowany do transmisji stron WWW jako szybsza alternatywa HTTP. Powstał w firmie Google jako podprojekt przeglądarki WWW Chromium i został zaprezentowany w 2009 roku.
W trakcie rozwoju SPDY jego główni programiści zostali włączeni przez firmę w opracowywanie HTTP/2, którego pierwszy szkic finalnie został oparty na SPDY. W lutym 2015 r. Google zadeklarował, że w związku z zatwierdzeniem standardu HTTP/2 wycofuje wsparcie dla SPDY. 

## Podstawowa charakterystyka
Nazwa „SPDY” wbrew swej postaci nie jest akronimem. Została utworzona od angielskiego słowa „SPeeDY” – tj. szybki, prędki – i miała podkreślać założoną szybkość działania nowego protokołu wobec niedomagań starzejącego się HTTP.
Celem projektu było skrócenie czasu pobierania stron WWW dzięki priorytetowemu pobieraniu elementów stron, które najbardziej wpływają na ich działanie, a także poprzez zwielokrotnianie żądań, które w oryginalnych implementacjach HTTP była niedostępne, a później jedynie emulowane przy pomocy awaryjnego pipeliningu. W SPDY przeniesienie kilku plików wymagało tylko jednego połączenia. Serwery SPDY mogły zarówno sugerować klientowi pobieranie określonych zasobów, jak i wysyłać je niejako bez pytania w tzw. trybie push, uprzedzając żądanie klienta. Wymogiem protokołu było szyfrowanie całej transmisji przy pomocy TLS. Jednocześnie, kompresji podlegały nie tylko dane – jak w HTTP – ale także nagłówki protokołu, co stało się potem przyczyną problemów (patrz niżej). 
Dzięki temu, że serwery Google były jednymi z pierwszych wdrażających protokół, Chrome, przeglądarka tej firmy, w pierwszym rzędzie używał SPDY do komunikowania się z firmowymi usługami jak wyszukiwarka, Gmail, Sync czy też pobierania reklam AdSense.

## Stan implementacji
Wszystkie wersje SPDY – ze względu na wykorzystanie kompresji nagłówków poprzez zlib/deflate – podatne są na upubliczniony w 2012 atak na transmisję szyfrowaną znany jako CRIME (CVE-2012-4929). Przeglądarki internetowe implementujące SPDY obeszły błąd poprzez wyłączenie kompresji nagłówków, sama specyfikacja protokołu pozostała jednak podatna.
SPDY było wykorzystywane w komunikacji pomiędzy przeglądarką Google Chrome a serwerami firmy już w styczniu 2011 roku. W związku certyfikacją HTTP/2 w roku 2015 i porzuceniem SPDY przez Google wersja 51. przeglądarki Chrome z 2016 wydana została już bez implementacji protokołu.
Firefox posiadał obsługę protokołu począwszy od wersji 11 z marca 2012 (początkowo domyślnie wyłączoną, aktywowaną w pełni od wersji 13 w połowie 2012) do wersji 50 z listopada 2016, gdy wsparcie dla niego zostało wyłączone. Presto, oryginalny silnik przeglądarki Opera obsługuje protokół SPDY od wersji 12.10 do 12.16, gdy zaprzestano jego rozwoju (nowsze wersje bazują na Chromium).
W Windows 8.1 SPDY jest dostępny w całym systemie dzięki komponentom Internet Explorer 11. Jednakże ta sama przeglądarka na wersji Windows 7 nie obsługiwała protokołu SPDY.